# Grönländische Fußballmeisterschaft 1963/64
Die Grönländische Fußballmeisterschaft 1963/64 war die 4. Spielzeit der Grönländischen Fußballmeisterschaft.
Nachdem 1959/60 die dritte Saison ausgetragen worden war, dauerte es offenbar wieder drei Jahre bis zur nächsten Austragung. Wie zuvor zog sich die Austragung über zwei Jahre hinweg.
Meister wurde K-33 Qaqortoq, womit erstmals eine Mannschaft aus Südgrönland die Meisterschaft erringen konnte.

## Teilnehmer
An der Saison 1963/64 nahmen insgesamt 30 Mannschaften teil. Dies waren vier weniger als in der Vorsaison. Teilnehmer der Schlussrunde sind fett. Folgende Mannschaften nahmen teil:
- ASP-62 Aappilattoq
- K'ingmeĸ-45 Upernavik
- Teriangniaĸ-58 Upernavik Kujalleq
- Isúngaĸ Illorsuit
- Kugsak Ukkusissat
- Amaroĸ-53 Saattut
- Eĸaluk-56 Ikerasak
- Malamuk Uummannaq
- Kalâleĸ Niaqornat
- Piniartoĸ Saqqaq
- Nanoĸ Qullissat
- K'SP Qeqertarsuaq
- N-48 Ilulissat
- Kugsak-45 Qasigiannguit
- T-41 Aasiaat
- Míngoĸ Kitsissuarsuit
- SAK Sisimiut
- K'âsuk Kangaamiut
- Kâgssagssuk Atammik
- GSS Nuuk
- NÛK
- Qoornoq
- Iliarssuk Qeqertarsuatsiaat
- Nagtoralik Paamiut
- Pamêĸ-45 Arsuk
- Â-43 Narsaq
- Nauja-47 Igaliku
- K-33 Qaqortoq
- Narssarmiutaĸ Ammassivik
- K'avaĸ-59 Aappilattoq

## Modus
Wie in der Vorsaison wurde der Spielplan nach regionalen Gesichtspunkten erstellt. Die Mannschaften wurden in vier Gruppen eingeteilt. Jede Gruppe wurde weiterhin in zwei bis drei Kreise unterteilt. Kreis A der ersten Gruppe bestand aus der damaligen Gemeinde Upernavik, Kreis B aus der Gemeinde Uummannaq und Kreis C aus der Gemeinde Vaigat. Die zweite Gruppe bestand aus Kreis A mit den Vereinen aus der Diskobucht und Kreis B mit der Gemeinde Sisimiut und der Gemeinde Maniitsoq. In der dritten Gruppe befanden sich vor allem Vereine aus der Gemeinde Nuuk in zwei Kreisen, ergänzt durch Atammik aus der Gemeinde Maniitsoq und Paamiut aus der Gemeinde Paamiut. In der vierten Gruppe spielten in Kreis A die Mannschaften aus der Gemeinde Qaqortoq und der Gemeinde Narsaq und in Kreis B die beiden Mannschaften aus der Gemeinde Nanortalik. In jedem Kreis wurde ein Kreissieger ausgespielt, der anschließend in der Gruppenmeisterschaft antrat. Die vier Gruppensieger spielten anschließend den grönländischen Fußballmeister aus.

## Ergebnisse

### Qualifikationsrunde

#### Gruppe 1
Die drei Kreissieger waren K'ingmeĸ-45 Upernavik, Malamuk Uummannaq und Nanoĸ Qullissat.

##### Halbfinale
|                   | Ergebnis |                       |
| ----------------- | -------- | --------------------- |
| Malamuk Uummannaq | 5:1      | K'ingmeĸ-45 Upernavik |

##### Finale
|                 | Ergebnis |                   |
| --------------- | -------- | ----------------- |
| Nanoĸ Qullissat | 6:0      | Malamuk Uummannaq |

#### Gruppe 2

##### Kreis A
|              | Ergebnis |                       |
| ------------ | -------- | --------------------- |
| T-41 Aasiaat | 8:2      | Míngoĸ Kitsissuarsuit |
| T-41 Aasiaat | 6:2      | N-48 Ilulissat        |
| T-41 Aasiaat | 5:2      | K'SP Qeqertarsuaq     |

##### Kreis B
|              | Ergebnis |                   |
| ------------ | -------- | ----------------- |
| SAK Sisimiut | ?:?      | K'âsuk Kangaamiut |

T-41 Aasiaat und SAK Sisimiut wurden Kreissieger.

##### Finale
|              | Ergebnis |              |
| ------------ | -------- | ------------ |
| SAK Sisimiut | ?:?      | T-41 Aasiaat |

#### Gruppe 3

##### Kreis A
|          | Ergebnis  |         |
| -------- | --------- | ------- |
| GSS Nuuk | 4:3 n. V. | Qoornoq |

##### Kreis B
|                    | Ergebnis |                             |
| ------------------ | -------- | --------------------------- |
| Nagtoralik Paamiut | 9:0      | Iliarssuk Qeqertarsuatsiaat |
| Nagtoralik Paamiut | 4:2      | NÛK                         |

##### Finale
|          | Ergebnis |                    |
| -------- | -------- | ------------------ |
| GSS Nuuk | 12:5     | Nagtoralik Paamiut |

#### Gruppe 4
K-33 Qaqortoq und Narssarmiutaĸ Ammassivik qualifizierten sich als Kreissieger für das Finale.

##### Finale
|               | Ergebnis |                          |
| ------------- | -------- | ------------------------ |
| K-33 Qaqortoq | 8:2      | Narssarmiutaĸ Ammassivik |

### Schlussrunde

#### Halbfinale
| Datum                 |               | Ergebnis |                 | Ort  |
| --------------------- | ------------- | -------- | --------------- | ---- |
| 13. September 1964    | SAK Sisimiut  | 4:5      | Nanoĸ Qullissat | Nuuk |
| 15.(?) September 1964 | K-33 Qaqortoq | 4:3      | GSS Nuuk        | Nuuk |

#### Spiel um Platz 3
| Datum          |              | Ergebnis |          | Ort  |
| -------------- | ------------ | -------- | -------- | ---- |
| September 1964 | SAK Sisimiut | 2:1      | GSS Nuuk | Nuuk |

#### Finale
| Datum              |               | Ergebnis |                 | Ort  |
| ------------------ | ------------- | -------- | --------------- | ---- |
| 17. September 1964 | K-33 Qaqortoq | 4:1      | Nanoĸ Qullissat | Nuuk |